# Wszembórz
Wszembórz – wieś w Polsce położona w województwie wielkopolskim, w powiecie wrzesińskim, w gminie Kołaczkowo.
W latach 1975–1998 miejscowość administracyjnie należała do województwa poznańskiego.
We wsi znajduje się Kościół św. Mikołaja, wybudowany w latach 1934–1935, zaprojektowany przez architekta Stefana Cybichowskiego.
| SIMC    | Nazwa   | Rodzaj    |
| ------- | ------- | --------- |
| 0585779 | Bielawy | część wsi |
| 0585785 | Grobla  | część wsi |